# Hendrik Meurkens
Hendrik Thomas Meurkens (Hamburgo, 6 de agosto de 1957) é um músico de jazz, vibrafonista e gaitista alemão.

## Biografia
Meurkens começou a tocar vibrafone aos 16 anos e foi ensinado por Wolfgang Schlüter em 1976 e 1977. Impressionado por Toots Thielemans, ele começou a trabalhar como um autodidata com a gaita cromática. De 1977 a 1988 ele estudou no Berklee College of Music. Depois disso, ele morou no  Brasil por um tempo, onde gravou um álbum com músicos brasileiros. De volta a Hamburgo, ele tocou como vibrafonista com Torsten Zwingenberger e trabalhou como solista convidado na Orquestra da Rádio Dinamarquesa. Ele tocou com Buddy Tate e Sweets Edison e liderou grupos próprios. Com Claudio Roditie e Paquito D'Rivera ele gravou o álbum "Sambahia" (1991). Ele excursionou com o trio de Ray Brown e trabalhou com Toots Thielemans, Dick Oatts, Harvie Swartz, Herb Ellis, Charlie Byrd, James Moody, Herbie Mann, Monty Alexander e Mundell Lowe. Ele fundou um quarteto em Nova York, o New York Samba All Stars. Ele também é ativo como compositor de filmes (incluindo "Dolores Claiborne").
Meurkens é visto no jazz como o mais importante novo tocador de gaita. Em 2000, ele tocou como solista no International Harmonica Summit em Minneapolis e um ano depois no World Harmonica Festival em Trossingen.